# Велики посао
Велики посао је југословенски телевизијски филм из 1971. године. Режирао га је Арсеније Јовановић.

## Улоге
| Глумац                     | Улога |
| -------------------------- | ----- |
| Столе Аранђеловић          |       |
| Петар Банићевић            |       |
| Петар Божовић              |       |
| Ђорђе Јелисић              |       |
| Весна Крајина              |       |
| Светолик Никачевић         |       |
| Владимир Поповић           |       |
| Властимир Ђуза Стојиљковић |       |
| Марко Тодоровић            |       |
| Еуген Вербер               |       |
| Стево Жигон                |       |